# Clash of Champions (2017)
Clash of Champions (2017) — pay-per-view шоу «Clash of Champions», що проводиться федерацією реслінгу WWE, в якому брали участь лише бійці арени SmackDown. Шоу відбулося 17 грудня 2017 року в TD Garden у місті Бостон,  Массачусетс, США. Сім матчів відбулися під час шоу, один з них перед показом. 